# Prádena de Atienza
Prádena de Atienza – gmina w Hiszpanii, w prowincji Guadalajara, w Kastylii-La Mancha, o powierzchni 28,86 km². W 2011 roku gmina liczyła 49 mieszkańców.